# Grand Prix-wegrace van België 1958
De Grand Prix-wegrace van België 1958 was de derde Grand Prix van wereldkampioenschap wegrace in het seizoen 1958. De races werden verreden op 6 juli 1958 op het Circuit de Spa-Francorchamps nabij Malmedy. In België kwam de 250cc-klasse niet aan de start.

## Algemeen
In België won John Surtees voor de derde keer op rij zowel de 350cc- als de 500cc-race. Met het verdwijnen van de Gilera 500 4C en de Gilera 350 4C leken de MV Agusta's niet te kloppen, maar in de 500cc-klasse moest John Hartle toch de Norton 40M van Keith Campbell voor laten. Campbell stond eerder ook op het podium van de 350cc-klasse. Alberto Gandossi was met de Ducati 125 Trialbero de verrassende winnaar van de 125cc-race, en zijn teamgenoot Romolo Ferri werd tweede. WK-leider Carlo Ubbiali (MV Agusta 125 Bialbero) werd slechts vijfde. In de zijspanrace wonnen Walter Schneider/Hans Strauß voor Florian Camathias/Hilmar Cecco met minimaal verschil (1,6 seconde). Schneider/Strauß namen daardoor de leiding in de WK-stand over.

## 500cc-klasse
| Pos | Coureur           | Merk      | Tijd      | Punten |
| --- | ----------------- | --------- | --------- | ------ |
| 1   | John Surtees      | MV Agusta | 1:08"22'6 | 8      |
| 2   | Keith Campbell    | Norton    | +45'9     | 6      |
| 3   | John Hartle       | MV Agusta | +1"01'6   | 4      |
| 4   | Geoff Duke        | BMW       | +1"02'8   | 3      |
| 5   | Dickie Dale       | BMW       | +1"03'6   | 2      |
| 6   | Bob Anderson      | Norton    | +1"03'8   | 1      |
| 7   | Alan Trow         | Norton    | +1"56'5   |        |
| 8   | Jack Brett        | Norton    | +1"56'9   |        |
| 9   | Geoff Tanner      | Norton    | +2"25'7   |        |
| 10  | Noel McCutcheon   | Norton    | +2"30'5   |        |
| 11  | John Hempleman    | Norton    | +3"19'9   |        |
| 12  | John Anderson     | Norton    | +3"54'6   |        |
| 13  | George Catlin     | Norton    | +1 ronde  |        |
| 14  | Raymond Bogaerdt  | Norton    | +1 ronde  |        |
| 15  | Jean-Pierre Bayle | Norton    | +1 ronde  |        |
| 16  | Bob Brown         | Norton    | +1 ronde  |        |

| Coureur       | Merk   | Oorzaak |
| ------------- | ------ | ------- |
| Ernst Hiller  | BMW    | Val     |
| Dave Chadwick | Norton |         |

| Coureur         | Merk      | Oorzaak |
| --------------- | --------- | ------- |
| Bob McIntyre    | Norton    |         |
| Terry Shepherd  | Norton    |         |
| Carlo Bandirola | MV Agusta |         |
| Remo Venturi    | MV Agusta |         |
| Umberto Masetti | MV Agusta |         |
| Gary Hocking    | Norton    |         |

### Top tien tussenstand 500cc-klasse
| Pos | Coureur        | Merk      | Ptn |
| --- | -------------- | --------- | --- |
| 1   | John Surtees   | MV Agusta | 24  |
| 2   | John Hartle    | MV Agusta | 10  |
| 3   | Derek Minter   | Norton    | 7   |
| 3   | Bob Anderson   | Norton    | 7   |
| 5   | Keith Campbell | Norton    | 6   |
| 6   | Bob Brown      | Norton    | 4   |
| 6   | Dickie Dale    | BMW       | 4   |
| 8   | Ernst Hiller   | BMW       | 3   |
| 8   | Geoff Duke     | BMW       | 3   |
| 10  | Dave Chadwick  | Norton    | 2   |

## 350cc-klasse
| Pos | Coureur           | Merk       | Tijd    | Punten |
| --- | ----------------- | ---------- | ------- | ------ |
| 1   | John Surtees      | MV Agusta  | 52"20'3 | 8      |
| 2   | John Hartle       | MV Agusta  | +14'1   | 6      |
| 3   | Keith Campbell    | Norton     | +1"23'5 | 4      |
| 4   | Derek Minter      | Norton     | +1"23'7 | 3      |
| 5   | Geoff Duke        | Norton     | +1"24'1 | 2      |
| 6   | Dave Chadwick     | Norton     | +1"24'6 | 1      |
| 7   | Luigi Taveri      | Norton     | +1"57'7 |        |
| 8   | Jack Brett        | Norton     | +1"57'7 |        |
| 9   | John Hempleman    | Norton     | +2"18'5 |        |
| 10  | Dickie Dale       | Norton     | +2"33'0 |        |
| 11  | Geoff Tanner      | Norton     | +2"36'2 |        |
| 12  | František Šťastný | Jawa       | +2"59'8 |        |
| 13  | Bob Brown         | AJS        | +3"00'9 |        |
| 14  | Alano Montanari   | Moto Guzzi | +3"52'1 |        |
| 15  | Paddy Driver      | Norton     | +4"22'2 |        |
| 16  | Jim Redman        | Norton     | +4"22'3 |        |
| 17  | Kamil Kada        | Jawa       | +4"36'6 |        |
| 18  | Noel McCutcheon   | AJS        | +5"06'4 |        |

| Coureur        | Merk   |
| -------------- | ------ |
| Alan Trow      | Norton |
| Alistair King  | Norton |
| Bob Anderson   | Norton |
| Bob McIntyre   | Norton |
| Geoff Monty    | Norton |
| George Catlin  | Norton |
| Mike Hailwood  | Norton |
| Mike O'Rourke  | Norton |
| Terry Shepherd | Norton |

### Top tien tussenstand 350cc-klasse
| Pos | Coureur        | Merk      | Ptn |
| --- | -------------- | --------- | --- |
| 1   | John Surtees   | MV Agusta | 24  |
| 2   | John Hartle    | MV Agusta | 12  |
| 3   | Keith Campbell | Norton    | 8   |
| 4   | Dave Chadwick  | Norton    | 7   |
| 5   | Derek Minter   | Norton    | 6   |
| 6   | Geoff Tanner   | Norton    | 4   |
| 7   | Terry Shepherd | Norton    | 3   |
| 8   | George Catlin  | Norton    | 2   |
| 8   | Mike Hailwood  | Norton    | 2   |
| 8   | Geoff Duke     | Norton    | 2   |

## 125cc-klasse
| Pos | Coureur             | Merk      | Tijd     | Punten |
| --- | ------------------- | --------- | -------- | ------ |
| 1   | Alberto Gandossi    | Ducati    | 42"52'4  | 8      |
| 2   | Romolo Ferri        | Ducati    | +4'7     | 6      |
| 3   | Tarquinio Provini   | MV Agusta | +8'4     | 4      |
| 4   | Dave Chadwick       | Ducati    | +36'1    | 3      |
| 5   | Carlo Ubbiali       | MV Agusta | +1"12'8  | 2      |
| 6   | Luigi Taveri        | Ducati    | +1"36'3  | 1      |
| 7   | Horst Fügner        | MZ        | +2"14'6  |        |
| 8   | Hubert Luttenberger | Mondial   | +1 ronde |        |

| Coureur        | Merk    | Oorzaak |
| -------------- | ------- | ------- |
| Ernst Degner   | MZ      |         |
| Arthur Wheeler | Mondial |         |

| Coureur         | Merk      | Oorzaak |
| --------------- | --------- | ------- |
| Walter Brehme   | MZ        |         |
| Werner Musiol   | MZ        |         |
| Sammy Miller    | Ducati    |         |
| Bruno Spaggiari | Ducati    |         |
| Enzo Vezzalini  | MV Agusta |         |
| Francesco Villa | Ducati    |         |

### Top negen tussenstand 125cc-klasse
(Slechts negen coureurs hadden al punten gescoord)
| Pos | Coureur           | Merk      | Ptn |
| --- | ----------------- | --------- | --- |
| 1   | Carlo Ubbiali     | MV Agusta | 18  |
| 2   | Romolo Ferri      | Ducati    | 12  |
| 3   | Alberto Gandossi  | Ducati    | 11  |
| 4   | Dave Chadwick     | Ducati    | 9   |
| 5   | Tarquinio Provini | MV Agusta | 8   |
| 6   | Luigi Taveri      | Ducati    | 7   |
| 7   | Ernst Degner      | MZ        | 3   |
| 7   | Sammy Miller      | Ducati    | 3   |
| 9   | Horst Fügner      | MZ        | 1   |

## Zijspanklasse
| Pos | Coureur           | Bakkenist       | Merk   | Tijd     | Punten |
| --- | ----------------- | --------------- | ------ | -------- | ------ |
| 1   | Walter Schneider  | Hans Strauß     | BMW    | 40"48'5  | 8      |
| 2   | Florian Camathias | Hilmar Cecco    | BMW    | +1'6     | 6      |
| 3   | Helmut Fath       | Fritz Rudolf    | BMW    | +1"45'3  | 4      |
| 4   | Cyril Smith       | Eric Bliss      | Norton | +2"11'7  | 3      |
| 5   | Jackie Beeton     | Eddie Bulgin    | Norton | +2"33'5  | 2      |
| 6   | Loni Neußner      | Dieter Hess     | BMW    | +3"17'7  | 1      |
| 7   | Len Taylor        | Onbekend        | Norton | +3"27'3  |        |
| 8   | Bill Boddice      | Bill Canning    | Norton | +5"14'2  |        |
| 9   | Fred Hanks        | Tony Partridge  | Norton | +5"30'1  |        |
| 10  | Bošco Šnajder     | Josip Radenic   | BMW    | +5"40'8  |        |
| 11  | Marcel Beauvais   | André Coudert   | Norton | +1 ronde |        |
| 12  | Christian Baix    | Simone Debacker | Norton | +1 ronde |        |

| Coureur           | Bakkenist          | Merk   |
| ----------------- | ------------------ | ------ |
| Alwin Ritter      | Edwin Blauth       | BMW    |
| Arsenius Butscher | Helmut Munz        | BMW    |
| August Rohsiepe   | Arthur Gardyanczik | BMW    |
| Rudi Richter      | Gerhard Klim       | BMW    |
| Ernie Walker      | Dun Roberts        | Norton |
| Peter Woollett    | George Loft        | Norton |

### Top tien tussenstand zijspanklasse
| Pos | Coureur           | Bakkenist    | Merk   | Ptn |
| --- | ----------------- | ------------ | ------ | --- |
| 1   | Walter Schneider  | Hans Strauß  | BMW    | 22  |
| 2   | Florian Camathias | Hilmar Cecco | BMW    | 20  |
| 3   | Helmut Fath       | Fritz Rudolf | BMW    | 8   |
| 4   | Jackie Beeton     | Eddie Bulgin | Norton | 6   |
| 4   | Cyril Smith       | Eric Bliss   | Norton | 6   |
| 6   | Alwin Ritter      | Edwin Blauth | BMW    | 3   |
| 7   | Ernie Walker      | Dun Roberts  | Norton | 2   |
| 7   | Bill Boddice      | Bill Canning | Norton | 2   |
| 7   | Loni Neußner      | Dieter Heß   | BMW    | 2   |
| 10  | Peter Woollett    | George Loft  | Norton | 1   |

1921 · 1922 · 1923 · 1924 · 1925 · 1926 · 1927 · 1928 · 1929 · 1930 · 1931 · 1932 · 1933 · 1934 · 1935 · 1936 · 1937 · 1938 · 1939 · 1947 · 1948 · 1949 · 1950 · 1951 · 1952 · 1953 · 1954 · 1955 · 1956 · 1957 · 1958 · 1959 · 1960 · 1961 · 1962 · 1963 · 1964 · 1965 · 1966 · 1967 · 1968 · 1969 · 1970 · 1971 · 1972 · 1973 · 1974 · 1975 · 1976 · 1977 · 1978 · 1979 · 1980 · 1981 · 1982 · 1983 · 1984 · 1985 · 1986 · 1988 · 1989 · 1990